# Campeonato Mundial de Tenis de Mesa de 2017
El LIV Campeonato Mundial de Tenis de Mesa se celebró en Düsseldorf (Alemania) entre el 30 de mayo y el 5 de junio de 2017 bajo la organización de la Federación Internacional de Tenis de Mesa (ITTF) y la Federación Alemana de Tenis de Mesa.
Las competiciones se realizaron en las instalaciones de la Feria de Düsseldorf.

## Medallistas

### Masculino
| Evento             | Oro                       | Plata                               | Bronce                                                                    |
| ------------------ | ------------------------- | ----------------------------------- | ------------------------------------------------------------------------- |
| Individual (05.06) | Ma Long China             | Fan Zhendong China                  | Xu Xin China Lee Sang-Su Corea del Sur                                    |
| Dobles (04.06)     | Fan Zhendong Xu Xin China | Masataka Morizono Yuya Oshima Japón | Jung Young-Sik Lee Sang-Su Corea del Sur Koki Niwa Maharu Yoshimura Japón |

### Femenino
| Evento             | Oro                        | Plata                      | Bronce                                                     |
| ------------------ | -------------------------- | -------------------------- | ---------------------------------------------------------- |
| Individual (04.06) | Ding Ning China            | Zhu Yuling China           | Miu Hirano Japón Liu Shiwen China                          |
| Dobles (05.06)     | Ding Ning Liu Shiwen China | Chen Meng Zhu Yuling China | Feng Tianwei Yu Mengyu Singapur Hina Hayata Mima Ito Japón |

### Mixto
| Evento         | Oro                                    | Plata                                    | Bronce                                                                               |
| -------------- | -------------------------------------- | ---------------------------------------- | ------------------------------------------------------------------------------------ |
| Dobles (03.06) | Maharu Yoshimura Kasumi Ishikawa Japón | Chen Chien-An Cheng I-Ching China Taipéi | Fang Bo · China · Petrissa Solja · Alemania Wong Chun Ting · Doo Hoi Kem · Hong Kong |

## Medallero
| Núm. | País          | Oro | Plata | Bronce | Total |
| ---- | ------------- | --- | ----- | ------ | ----- |
| 1    | China         | 4   | 3     | 3*     | 10    |
| 2    | Japón         | 1   | 1     | 3      | 5     |
| 3    | China Taipéi  | 0   | 1     | 0      | 1     |
| 4    | Corea del Sur | 0   | 0     | 2      | 2     |
| 5    | Alemania      | 0   | 0     | 1*     | 1     |
| 5    | Hong Kong     | 0   | 0     | 1      | 1     |
| 5    | Singapur      | 0   | 0     | 1      | 1     |
|      | TOTAL         | 5   | 5     | 11     | 21    |

- * – medalla compartida.